# Oregon Route 130
Az Oregon Route 130 (OR-130) egy oregoni állami országút, amely kelet–nyugati irányban a U.S. Route 101 Oretowntól északkeletre fekvő csomópontja és az Oregon Route 22 dolphi elágazása között halad.
A szakasz Little Nestucca Highway No. 130 néven is ismert.

## Leírás
A szakasz Oretowntól északkeletre, a Nestucca-öböli Nemzeti Tájvédelmi Körzet területén ágazik le a 101-es szövetségi útról délkeleti irányban. A pálya útja során többször is keresztezi a Kis-Nestucca-folyót, végül Dolph területén az OR 22-be torkollik.